# Straßenbahn Wiesbaden

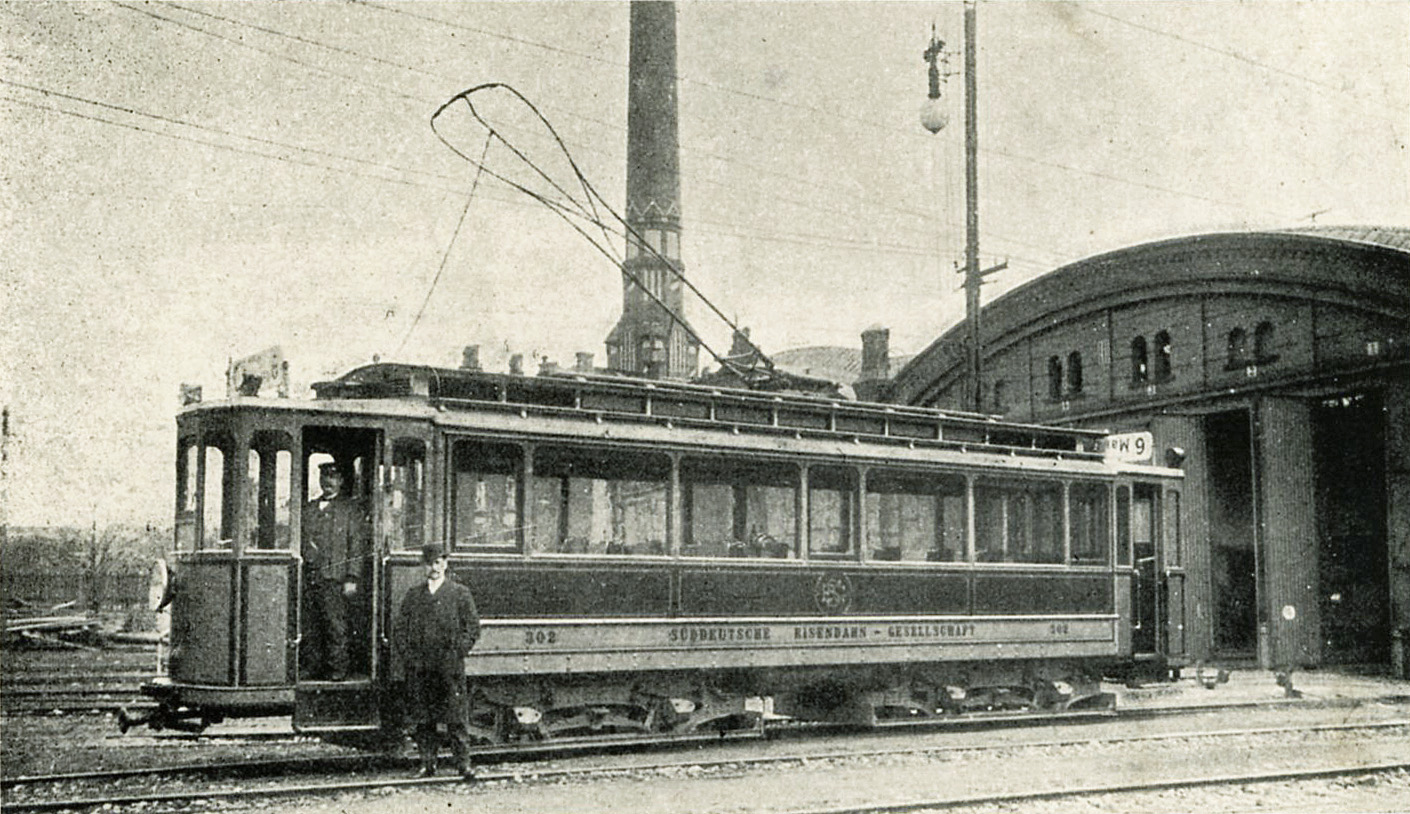
Elektrische Straßenbahn in Wiesbaden um 1900

Die Wiesbadener Straßenbahn ist ein ehemaliger Straßenbahnbetrieb in der Stadt Wiesbaden. Sie existierte zwischen dem 16. August 1875 und dem 30. April 1955, ab 1888 als meterspurige Schmalspur-Straßenbahn. Bis zum Jahr 1958 existierte jedoch noch eine durch die Stadtwerke Mainz betriebene Straßenbahnverbindung von Mainz über die Theodor-Heuss-Brücke in die 13 Jahre zuvor nach Wiesbaden eingegliederten ehemaligen Mainzer Stadtteile Kastel und Kostheim. Seit 1998 existierten Planungen unter dem Titel Stadtbahn Wiesbaden zum Bau einer Trasse für Tram-Trains in der Innenstadt. Auch die Reaktivierung der Straßenbahnlinie 6 für den Nahverkehr in Wiesbaden wurde diskutiert. Beides wurde via Bürgerentscheid im November 2020 abgelehnt. Der Bürgerentscheid ist bis 31. Oktober 2023 bindend.

## Geschichte

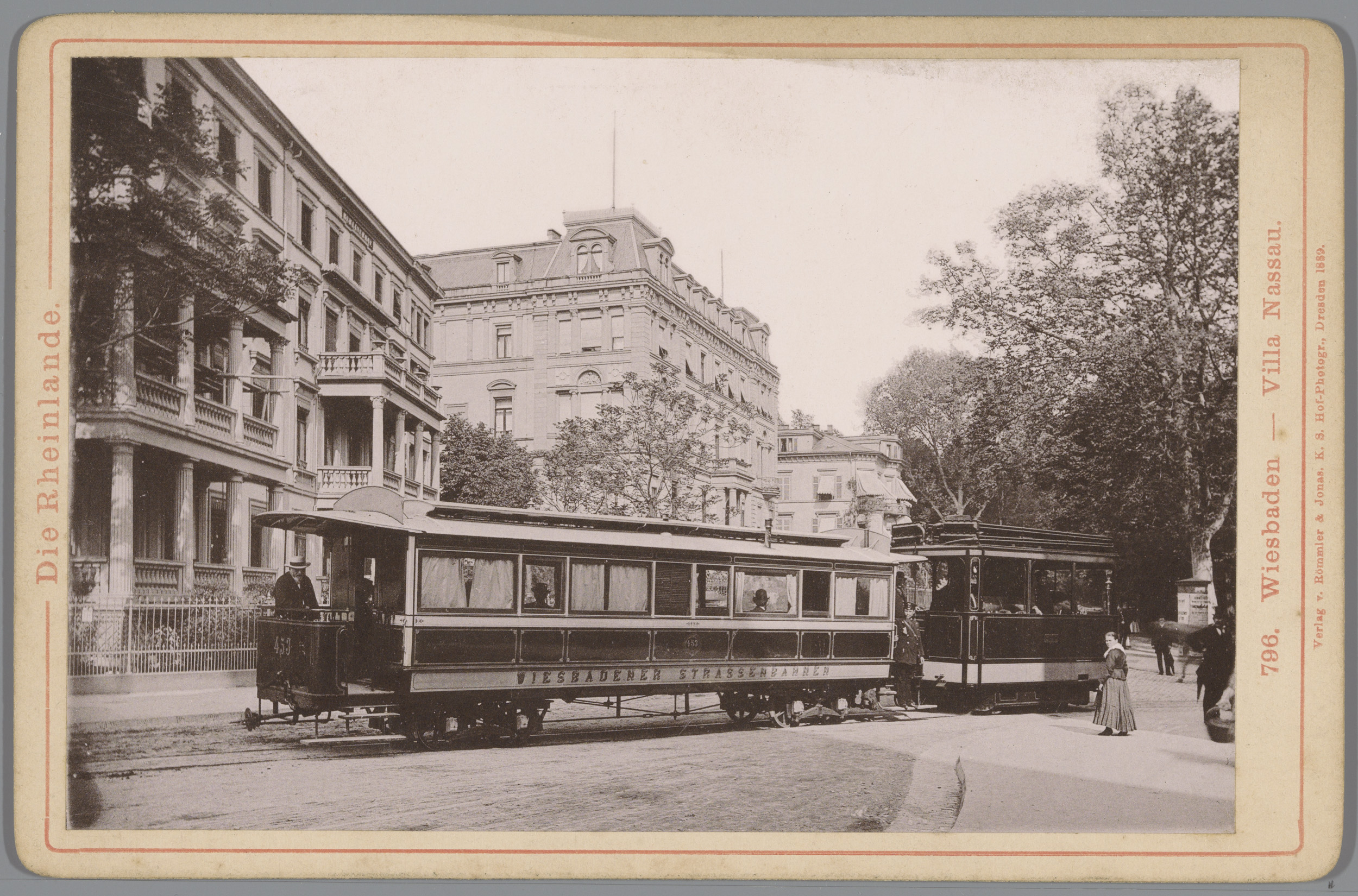
Straßenbahn vor der Villa Nassau (Hotel Wilhelma) in der Sonnenberger Straße, 1889

Die erste rund drei Kilometer lange Pferdebahnstrecke Wiesbadens wurde von der Englischen Wiesbaden Tramways Company gebaut und am 16. August 1875 eröffnet. Sie führte zunächst von den Bahnhöfen an der Rheinstraße (Rheinbahnhof, Taunusbahnhof, Ludwigsbahnhof) über die Wilhelmstraße und den Kochbrunnen über die Taunusstraße ins Nerotal (Nerobergstraße, damals „Grubweg“). Die Strecke wurde bereits am 1. September bis zum Ausflugslokal Beau-Site im Nerotal und im Januar 1877 – am anderen Ende – über die Rheinstraße und die Schwalbacher Straße bis zum Faulbrunnen an der Bleichstraße verlängert.
Am 25. September 1889 wurde eine zweite Pferdebahnlinie dem Verkehr übergeben. Sie führte ausgehend von den Rheinstraßen-Bahnhöfen durch die Kirch- und Langgasse zum Kochbrunnen und ab dort parallel zum bestehenden Gleis durch die Taunusstraße bis zur Röderstraße.
Am 1. November 1888 erwarb die Centralverwaltung für Secundairbahnen Herrmann Bachstein die Pferdebahnlinien, um sie für den Dampfbahnbetrieb umzubauen. Ab dem Jahresende ruhte der Verkehr bis ins Frühjahr 1889. Am 3. April wurde das neue meterspurige Netz eröffnet. Zwischenzeitlich hatte Bachsteins Unternehmen eine weitere Dampfbahnstrecke in Betrieb genommen, die vom Rheinufer in Biebrich über die Biebricher Allee, die Adolfsallee und die Adolfstraße bis zu den Bahnhöfen führte. Am Luisenplatz wurde sie mit der Trasse Rheinstraße–Wilhelmstraße–Nerotal verbunden.
In diesem Abschnitt wurde die Strecke Rheinstraße–Kochbrunnen–Röderstraße auf ein weiteres parallel führendes Gleis verlegt, das vor den Bahnhöfen endete. Den Ast Schwalbacher Straße–Faulbrunnen gab man zugunsten der Steckführung durch die Kirchgasse auf.
Nach dem auf Initiative Herrmann Bachsteins am 11. Februar 1895 in Darmstadt die SEG gegründet wurde, ging die Wiesbadener Straßenbahn in deren Besitz über.
Am 16. Mai 1896 nahm die erste elektrische Straßenbahn zwischen den Bahnhöfen an der Rheinstraße und der Brauerei Walkmühle ihren Betrieb auf. Aufgrund des Erfolges der Bahn schlossen am 4. April 1899 die Stadt und die SEG einen Vertrag zur Elektrifizierung der übrigen Bahnen ab. Am 14. August 1900 ging damit nach einem Vierteljahrhundert die Pferdebahnzeit in Wiesbaden zu Ende. Die Dampfstraßenbahn verkehrte noch bis zum 27. August. Wiesbaden hatte gegen Ende des Jahres ein rund elf Kilometer langes Netz mit drei Straßenbahnlinien:
| Strecke                                    |
| ------------------------------------------ |
| Nerotal–Wilhelmstraße–Rheinstraße–Biebrich |
| Rheinstraße–Unter den Eichen               |
| Rheinstraße–Kochbrunnen–Röderstraße        |

Nach und nach wurden auch die Vororte erschlossen. So erreichte 1901 die Straßenbahn Sonnenberg, 1904 Schierstein und Biebrich und 1906 Erbenheim und den Hauptbahnhof. Nach zwei Verlängerungen in Biebrich 1907 und in Erbenheim 1907 hatte das Netz eine Länge von insgesamt 42 Kilometern. In Biebrich bestand zudem Anschluss an die Linie 6 und 9 in Richtung Amöneburg, Kastel und Mainz. Die größte Ausdehnung wurde nach einigen kleineren Verlängerungen 1914 erreicht. Man betrieb insgesamt 9 Linien, von denen die Linie 7 sich im Besitz der Stadt befand, welche mit Ziffern und Farben gekennzeichnet waren:
| Nummer | Farbe     | Verlauf                                                                          |
| ------ | --------- | -------------------------------------------------------------------------------- |
| 1      | Gelb      | Nerotal–Kurhaus–Hauptbahnhof–Biebrich–Rheinufer                                  |
| 2      | Rot       | Sonnenberg–Kochbrunnen–Kirchgasse–Hauptbahnhof                                   |
| 3      | Blau      | Unter den Eichen–Dürerplatz–Rathaus–Hauptbahnhof                                 |
| 4      | Grün      | Dürerplatz–Ringkirche–Hauptbahnhof                                               |
| 5      | Weiß      | Kaserne–Ringkirche–Rheinstraße–Südfriedhof/Erbenheim                             |
| 6      | Blau/Gelb | Kurhaus–Hauptbahnhof–Biebrich–Amöneburg–Kastel–(Kaiserbrücke)–Mainz Hauptbahnhof |
| 7      | Blau/Grün | Dotzheim–Boseplatz–Bierstadt                                                     |
| 8      | Weiß/Rot  | Biebrich-Bahnhof–Biebrich-Rheinufer                                              |
| 9      | Weiß/Gelb | Schierstein–Biebrich–Amöneburg–Kastel-(Rheinbrücke)–Mainz-Stadthalle             |

In den Jahren nach dem Ersten Weltkrieg kam es zwischen der Stadt und der SEG immer wieder zu Unstimmigkeiten. Diese drehten sich hauptsächlich um die Instandsetzung und Modernisierung der Straßenbahn, welche von der SEG stark vernachlässigt wurde. Zudem strebte die Stadt an, die Straßenbahn nach Ablauf der Konzession am 1. April 1929 zu übernehmen. Dies scheiterte allerdings an den überhöhten Preisvorstellungen der SEG. So entschied sich die Stadt nach dem 1. April auf den von den Linien 1, 2, 3 und 4 befahrenen Strecken und auf Teilstücken der Linie 5 Busse einzusetzen. Gleichzeitig begann man damit, die Gleisanlagen zu entfernen oder mit Asphalt zu vergießen. Somit schrumpfte das Netz auf einen Schlag um fast 25 Kilometer. Die übrigen Strecken hatten zuvor vom Regierungspräsidium eine Verlängerung der Konzession bis zum 31. Dezember 1949 erhalten.
Da die Bahn in den Folgejahren Verluste einfuhr, versuchte die SEG die übrigen Linien an die Stadt abzutreten. Einzig bei der Linie 8 konnte man sich einigen. Diese wurde kurz nach der Übernahme durch die Stadt eingestellt. Mit Beginn des Zweiten Weltkrieges begann man die Buslinien aufgrund der Rationierung des Benzins auf Stadtgas umzurüsten. Am 31. Dezember 1939 ordnete das Regierungspräsidium die Wiedereröffnung der Linie 8 an. Am 1. April 1943 gingen die übrigen Linien, nachdem die SEG beschlossen hatte sich zurückzuziehen, in den Besitz der Städte Mainz und Wiesbaden über.
Kriegsbedingt stellte man Anfang 1945 den Straßenbahnbetrieb ein. Ab dem 2. August desselben Jahres nahm man schrittweise die Linien 6, 7, 8 und 9 wieder in Betrieb. Da die Straßenbahn durch den Krieg große Schäden erlitten hatte, beschlossen Mainz und Wiesbaden, nachdem die Sanierungskosten auf 7,5 Millionen Mark geschätzt wurden, die Linien einzustellen. Als erstes wurde das Teilstück der Linie 7 Boseplatz – Dotzheim am 2. November 1948 eingestellt, die restliche Strecke nach Bierstadt verschwand am 31. März 1952. Das Netz sah am 2. November 1952 wie folgt aus:
| Nummer | Verlauf                                                           |
| ------ | ----------------------------------------------------------------- |
| 6      | Hauptpost–Hauptbahnhof–Mainzer Straße–Kastel–Mainz Hauptbahnhof   |
| 8      | Hauptpost–Hauptbahnhof–Mainzer Straße–Bunsenstraße–Armenruhstraße |
| 9      | Schierstein–Rheinufer–Amöneburg–Kastel–Mainz Hauptbahnhof         |

Die drei restlichen Linien wurden schließlich am 30. April 1955 eingestellt.

## Oberleitungs-Bus
Von 1948 bis 1961 verkehrten auf 2 Linien zudem 13 Oberleitungsbusse in Wiesbaden.

## Relikte
Heute gibt es kaum erkennbare Relikte der Wiesbadener Straßenbahn. Es existiert jedoch noch hier und dort die eine oder andere Oberleitungsrosette in der Marktstraße und in Biebrich.
Die Trassen der Linien 6 und 9 können heute noch im Bereich Amöneburg/Kastel erahnt werden. Der „Christof-Ruthof-Weg“ ist die ehemalige Trasse der Linie 6, die an der „Gabelung“ (heute „An der Gabelung“) auf die Linie 9 traf (50° 1′ 35,2″ N, 8° 16′ 14,4″ O). Beide Linien fuhren weiter auf dem heutigen „Eisenbahnweg“ Richtung Mainz.
Des Weiteren liegen beispielsweise unter der Fahrbahndecke der Biebricher Allee noch heute Gleise der Straßenbahn.

## Rezeption in der Bevölkerung
Im Zusammenhang mit den Planungen für eine Stadtbahn Wiesbaden wurde an die Wahrnehmung der Straßenbahn in Wiesbaden erinnert. Als 1896 die Dampfbahn durch die erste elektrische Straßenbahn ersetzt wurde, sei die „Elektrische“ als „Ungeheuer“, das durch die Langgasse „rast“ bezeichnet worden, mit dem Beginn der Einstellung des Straßenbahnbetriebs sei „großer Jubel“ ausgebrochen.

## Zukunft
Im Jahr 1998 kamen Pläne auf, einen Abschnitt der Aartalbahn zwischen Bad Schwalbach und Wiesbaden als Stadtbahn Wiesbaden zu reaktivieren. Die erste Linie wäre vom Haltepunkt Chausseehaus auf einer neuen Trasse durch die Wiesbadener Innenstadt zum Hauptbahnhof gefahren. Drei Jahre später wurden die Pläne wegen geänderten Mehrheiten im Stadtparlament gestoppt. In einem neu eingeleiteten Planverfahren (Juni 2011) wird der Bau eines reinen „Citylinks“ vom Wiesbadener Hauptbahnhof ins Zentrum auf ihre Wirtschaftlichkeit geprüft.
Eine weitere Diskussion gab es um die Reaktivierung der ehemaligen Straßenbahnlinie 6. Sie führt heute als Buslinie vom Wiesbadener Nordfriedhof über den Hauptbahnhof, Ostbahnhof, Mainz-Amöneburg, Mainz-Kastel, Mainz Hbf, Mainz-Hartenberg/Münchfeld nach Mainz-Gonsenheim. Der Mainzer Abschnitt wurde unter dem Namen Mainzelbahn schrittweise durch eine Straßenbahnneubaustrecke ersetzt, die an das meterspurige Netz der Mainzer Straßenbahn angeschlossen ist. Der Wiesbadener Ast ist heute stark ausgelastet, der Einsatz von Doppelgelenkbussen scheidet jedoch aufgrund der Steigungen in Wiesbaden aus. Die meterspurige Straßenbahn ist aufgrund der unterschiedlichen Spurweite nicht mit der angedachten Stadtbahn auf Normalspur kompatibel. Im Wiesbadener Verkehrsentwicklungsplan war daher unter dem Titel Zielszenario 2015 Plus das Konzept einer neuen städtischen Schienenverbindung enthalten. Dieses als Citybahn bezeichnete Projekt war Gegenstand eines Bürgerentscheids in Wiesbaden am 1. November 2020, bei dem die Bürger Wiesbadens den Bau jedoch mehrheitlich ablehnten.